# Saint-Léons
Pour les articles homonymes, voir Saint-Léon.
Saint-Léons est une commune française située dans le département de l'Aveyron, en région Occitanie.
Le patrimoine architectural de la commune comprend un dolmen protégé au titre des monuments historiques : le dolmen de la Baldare, inscrit en 1994.

## Géographie

Représentations cartographiques de la commune
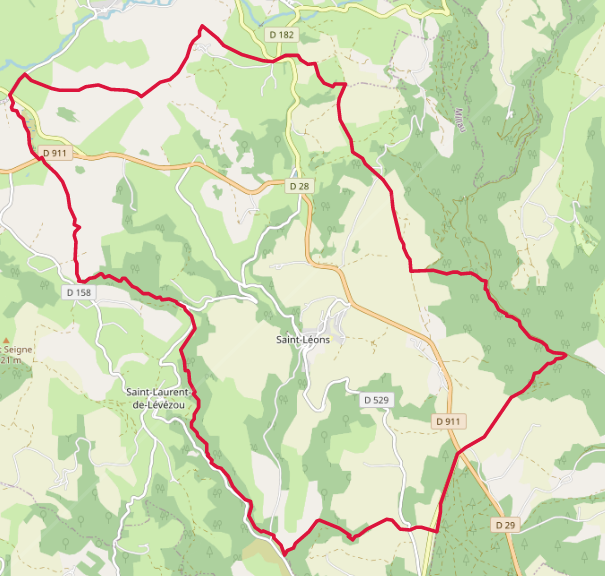
Carte OpenStreetMap.
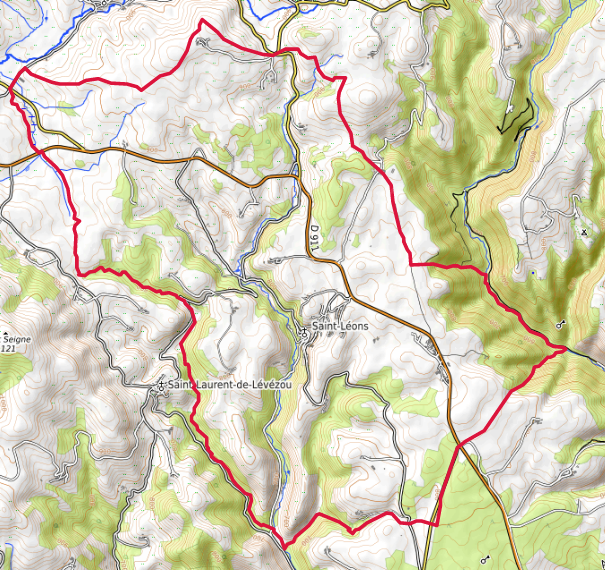
Carte topographique.

### Localisation
Le village se situe à la limite du Causse Rouge et du Lévézou, dans la vallée de la Muse à l'est du département de l'Aveyron. Le territoire seigneurial était également situé sur un axe majeur de circulation, venant du Languedoc maritime (Montpellier, Beziers), passant par le Larzac et franchissant le Tarn à Millau, avant de filer vers le nord et l'ouest. À 20 kilomètres au Nord-Ouest de Millau, Saint-Léons a toujours été dans la dépendance de cette petite ville, quant à ses activités économiques et commerciales. La fonction de "grande banlieue résidentielle" tend à se développer.

### Commune limitrophes
Les communes limitrophes sont  Saint-Beauzély, Saint-Laurent-de-Lévézou, Verrières et Vézins-de-Lévézou.

### Paysages et relief
Le territoire de Saint-Léons s'étend au contact d'un plateau calcaire, le causse Rouge, et d'un massif ancien, le Lévézou. Il est traversé du nord au sud par le cours de la Muze, affluent du Tarn, qui creuse un sillon profond dans le relief calcaire. Le village s'est installé dans une « conque » qui borde la Muze, où plusieurs sources intarissables ont permis l'établissement d'un village important. À l'est, la commune est brièvement bordée par le Lumansonesque, un autre affluent du Tarn.

### Hydrographie

#### Réseau hydrographique

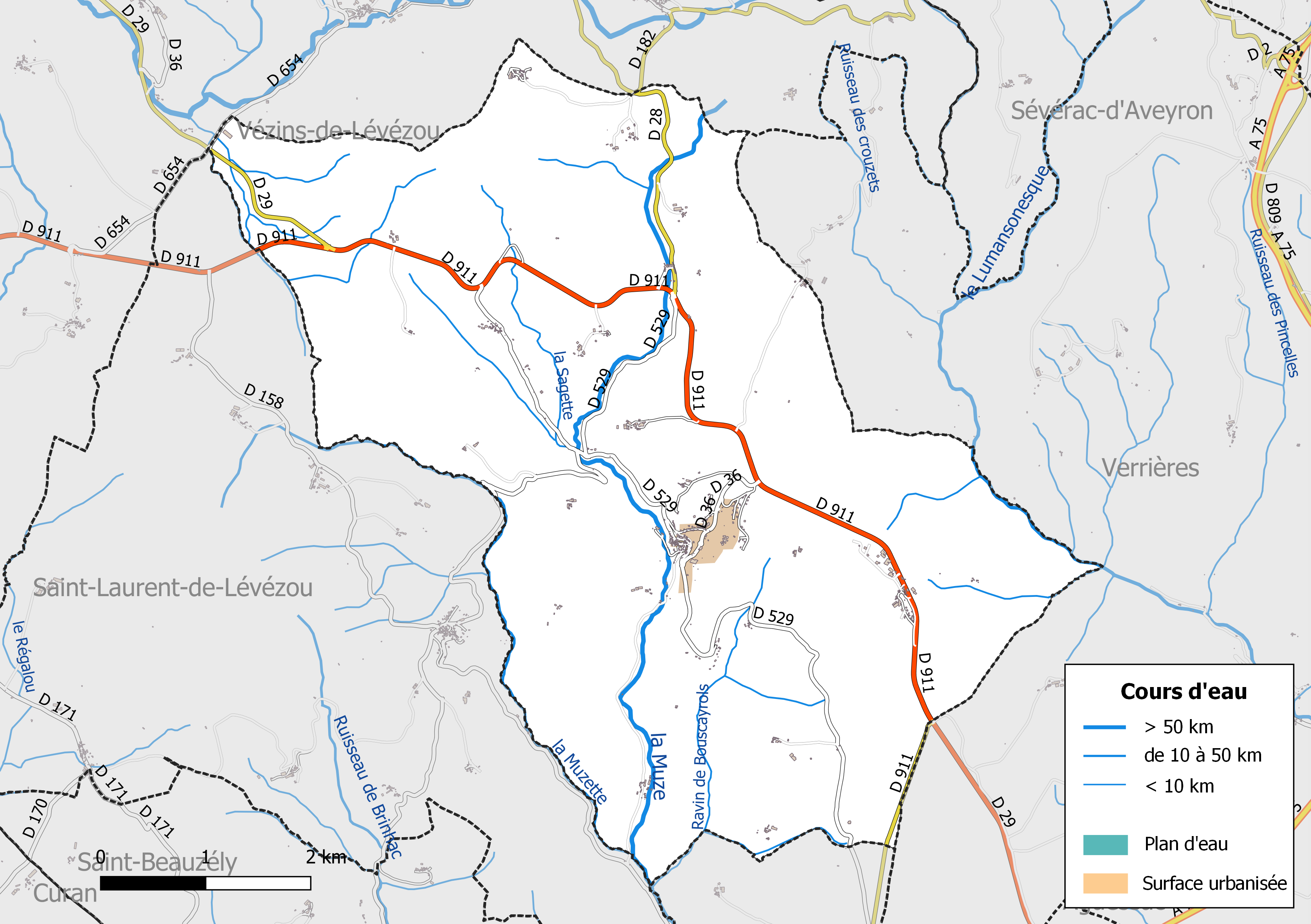
Réseaux hydrographique et routier de Saint-Léons.

La commune est drainée par la Muze, le Lumansonesque, la Muzette, Bras du Ruisseau des Pradines, la Sagette, le ravin de Bouscayrols, le ruisseau de Combe-Croze, le ruisseau de Roubayrolles, le ruisseau des Pradines et par divers petits cours d'eau.
La Muze, d'une longueur totale de 29,3 km, prend sa source dans la commune de Vézins-de-Lévézou et se jette  dans le Tarn à Montjaux, après avoir arrosé 6 communes.
Le Lumansonesque, d'une longueur totale de 16,5 km, prend sa source dans la commune de Verrières et se jette  dans le Tarn à Aguessac, après avoir arrosé 5 communes.

#### Gestion des cours d'eau
Afin d’atteindre le bon état des eaux imposé par la Directive-cadre sur l'eau du 23 octobre 2000, plusieurs outils de gestion intégrée s’articulent à différentes échelles pour définir et mettre en œuvre un programme d’actions de réhabilitation et de gestion des milieux aquatiques : le SDAGE (Schéma directeur d'aménagement et de gestion des eaux), à l’échelle du bassin hydrographique, et le SAGE (Schéma d'aménagement et de gestion des eaux), à l’échelle locale. Ce dernier fixe les objectifs généraux d’utilisation, de mise en valeur et de protection quantitative et qualitative des ressources en eau superficielle et souterraine. Trois SAGE sont mis en oeuvre dans le département de l'Aveyron.
La commune fait partie du SAGE du bassin versant du Viaur, approuvé le 28 mars 2018, au sein du SDAGE Adour-Garonne. Le périmètre de ce SAGE couvre 89 communes, sur trois départements (Aveyron, Tarn et Tarn-et-Garonne),. Le pilotage et l’animation du SAGE sont assurés par l’établissement public d'aménagement et de gestion des eaux (EPAGE) du bassin du Viaur, une structure qui regroupe les établissements publics de coopération intercommunale à fiscalité propre (EPCI-FP) dont le territoire est inclus (en totalité ou partiellement) dans le bassin hydrographique du Viaur et les structures gestionnaires de l’alimentation en eau potable des populations et qui disposent d’une ressource sur le bassin versant du Viaur. Il correspond à l’ancien syndicat mixte du Bassin versant du Viaur,.

### Climat
Pour des articles plus généraux, voir Climat de l'Occitanie et Climat de l'Aveyron.
En 2010, le climat de la commune est de type climat des marges montargnardes, selon une étude s'appuyant sur une série de données couvrant la période 1971-2000. En 2020, Météo-France publie une typologie des climats de la France métropolitaine dans laquelle la commune est exposée à un climat de montagne et est dans la région climatique Sud-est du Massif Central, caractérisée par une pluviométrie annuelle de 1 000 à 1 500 mm, minimale en été, maximale en automne.
Pour la période 1971-2000, la température annuelle moyenne est de 9,2 °C, avec une amplitude thermique annuelle de 15,4 °C. Le cumul annuel moyen de précipitations est de 1 072 mm, avec 11,4 jours de précipitations en janvier et 5,8 jours en juillet. Pour la période 1991-2020, la température moyenne annuelle observée sur la station météorologique la plus proche, située sur la commune de Millau à 15 km à vol d'oiseau, est de 11,2 °C et le cumul annuel moyen de précipitations est de 713,2 mm,. Pour l'avenir, les paramètres climatiques de la commune estimés pour 2050 selon différents scénarios d'émission de gaz à effet de serre sont consultables sur un site dédié publié par Météo-France en novembre 2022.

### Milieux naturels et biodiversité

#### Espaces protégés
La protection réglementaire est le mode d’intervention le plus fort pour préserver des espaces naturels remarquables et leur biodiversité associée.
Dans ce cadre, la commune fait partie d'un espace protégé, le Parc naturel régional des Grands Causses, créé en 1995 et d'une superficie de 327 937 ha, s'étend sur 97 communes. Ce territoire rural habité, reconnu au niveau national pour sa forte valeur patrimoniale et paysagère, s’organise autour d’un projet concerté de développement durable, fondé sur la protection et la valorisation de son patrimoine,,.

#### Sites Natura 2000

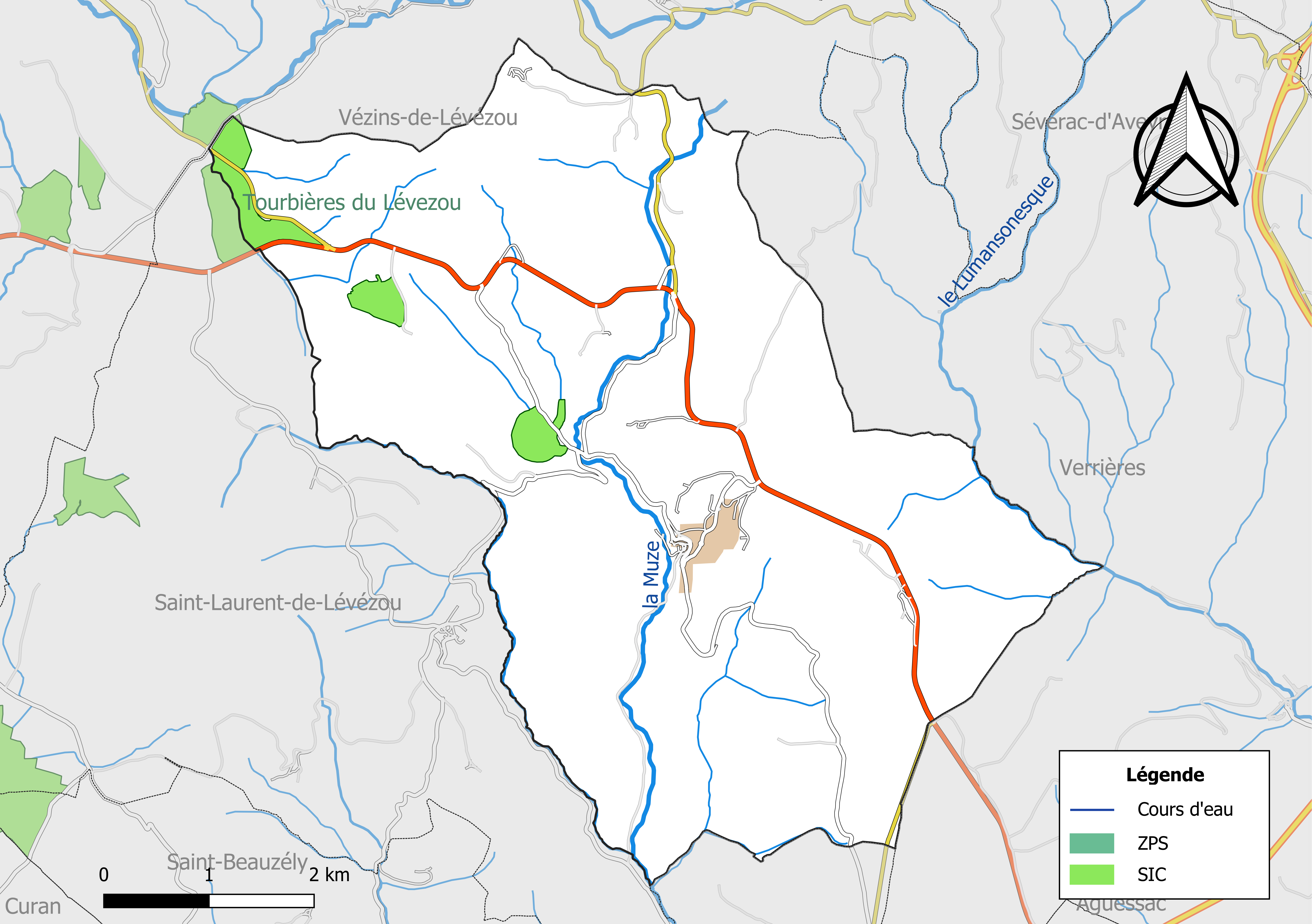
Sites Natura 2000 sur le territoire communal.

Le réseau Natura 2000 est un réseau écologique européen de sites naturels d’intérêt écologique élaboré à partir des Directives « Habitats » et « Oiseaux ». Ce réseau est constitué de Zones spéciales de conservation (ZSC) et de Zones de protection spéciale (ZPS). Dans les zones de ce réseau, les États Membres s'engagent à maintenir dans un état de conservation favorable les types d'habitats et d'espèces concernés, par le biais de mesures réglementaires, administratives ou contractuelles.
Un site Natura 2000 a été défini sur la commune au titre de la « directive Habitats » : 
- Les « Tourbières du Lévezou », d'une superficie de 487 ha, sont  un ensemble de hauts plateaux qui, avec l'Aubrac et les grands causses, fait partie des hautes terres de l'Aveyron. Il est bordé à l'ouest par le Ségala, à l'Est par les grands causses, au Sud par le pays de Roquefort et au Nord par le pays Ruthénois et la vallée de l'Aveyron. Il a toutefois aujourd'hui en partie été détruit[21] ;

#### Zones naturelles d'intérêt écologique, faunistique et floristique
L’inventaire des zones naturelles d'intérêt écologique, faunistique et floristique (ZNIEFF) a pour objectif de réaliser une couverture des zones les plus intéressantes sur le plan écologique, essentiellement dans la perspective d’améliorer la connaissance du patrimoine naturel national et de fournir aux différents décideurs un outil d’aide à la prise en compte de l’environnement dans l’aménagement du territoire.
Le territoire communal de Saint-Léons comprend quatre ZNIEFF de type 1, : 
- les « Bois et ruisseaux de Roubayrolles et de la Muse » (71,5 ha)[23] ;
- le « Bois thermophiles de Cabrieyrols et de Brandiols » (260,5 ha), couvrant 2 communes du département[24] ;
- le « Causse de la Glène » (170,3 ha)[25] ;
- les « Zones humides de la Plaine des Rauzes » (455,1 ha), couvrant 3 communes du département[26] ;

et une ZNIEFF de type 2,, 
la « Vallée du Viaur et ses affluents » (27 587 ha), qui s'étend sur 56 communes dont 45 dans l'Aveyron, 10 dans le Tarn et 1 dans le Tarn-et-Garonne.

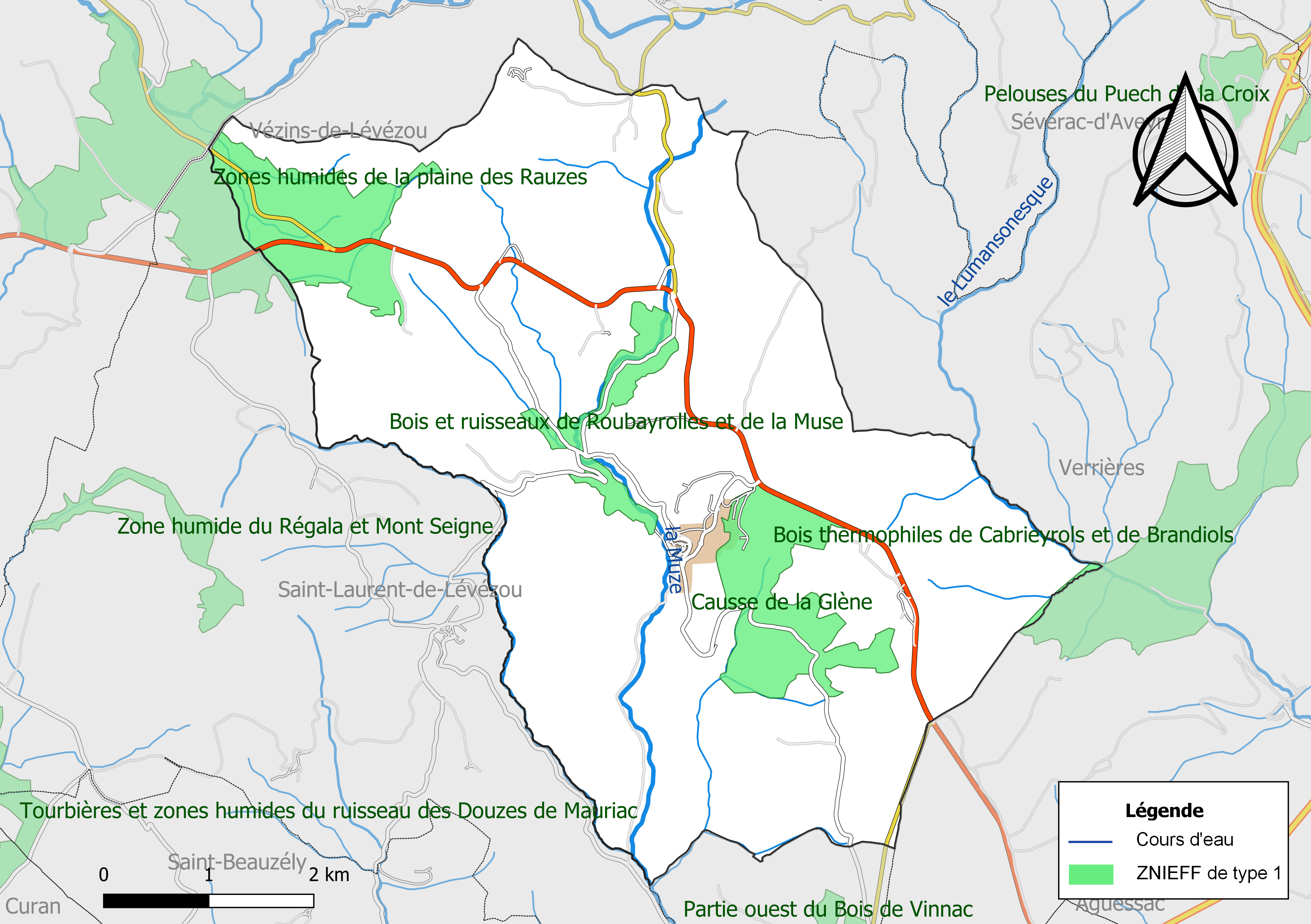
Carte des ZNIEFF de type 1 de la commune.
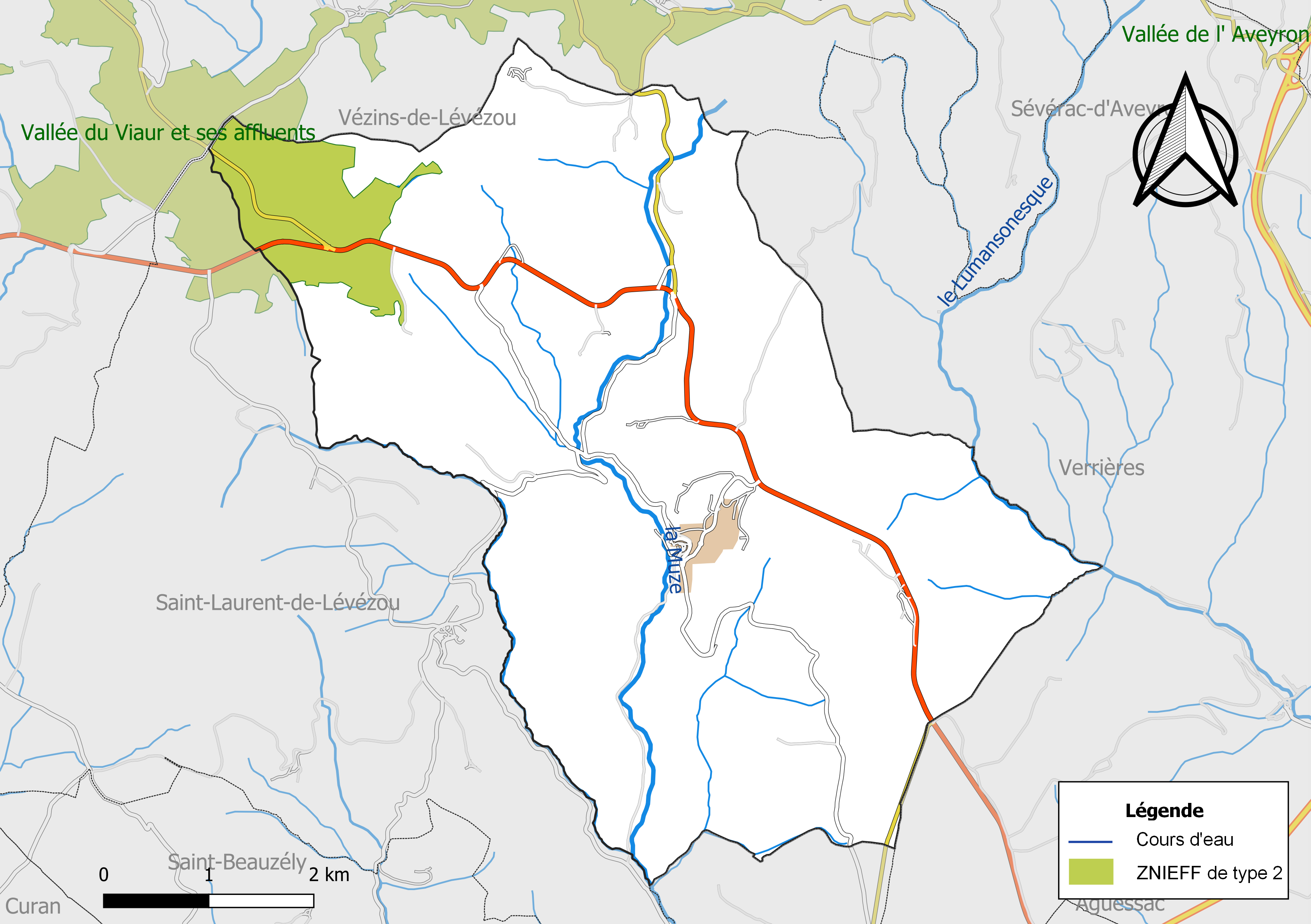
Carte de la ZNIEFF de type 2 de la commune.

## Urbanisme

### Typologie
Au 1er janvier 2024, Saint-Léons est catégorisée commune rurale à habitat très dispersé, selon la nouvelle grille communale de densité à sept niveaux définie par l'Insee en 2022.
Elle est située hors unité urbaine. Par ailleurs la commune fait partie de l'aire d'attraction de Millau, dont elle est une commune de la couronne,. Cette aire, qui regroupe 23 communes, est catégorisée dans les aires de moins de 50 000 habitants,.

### Occupation des sols

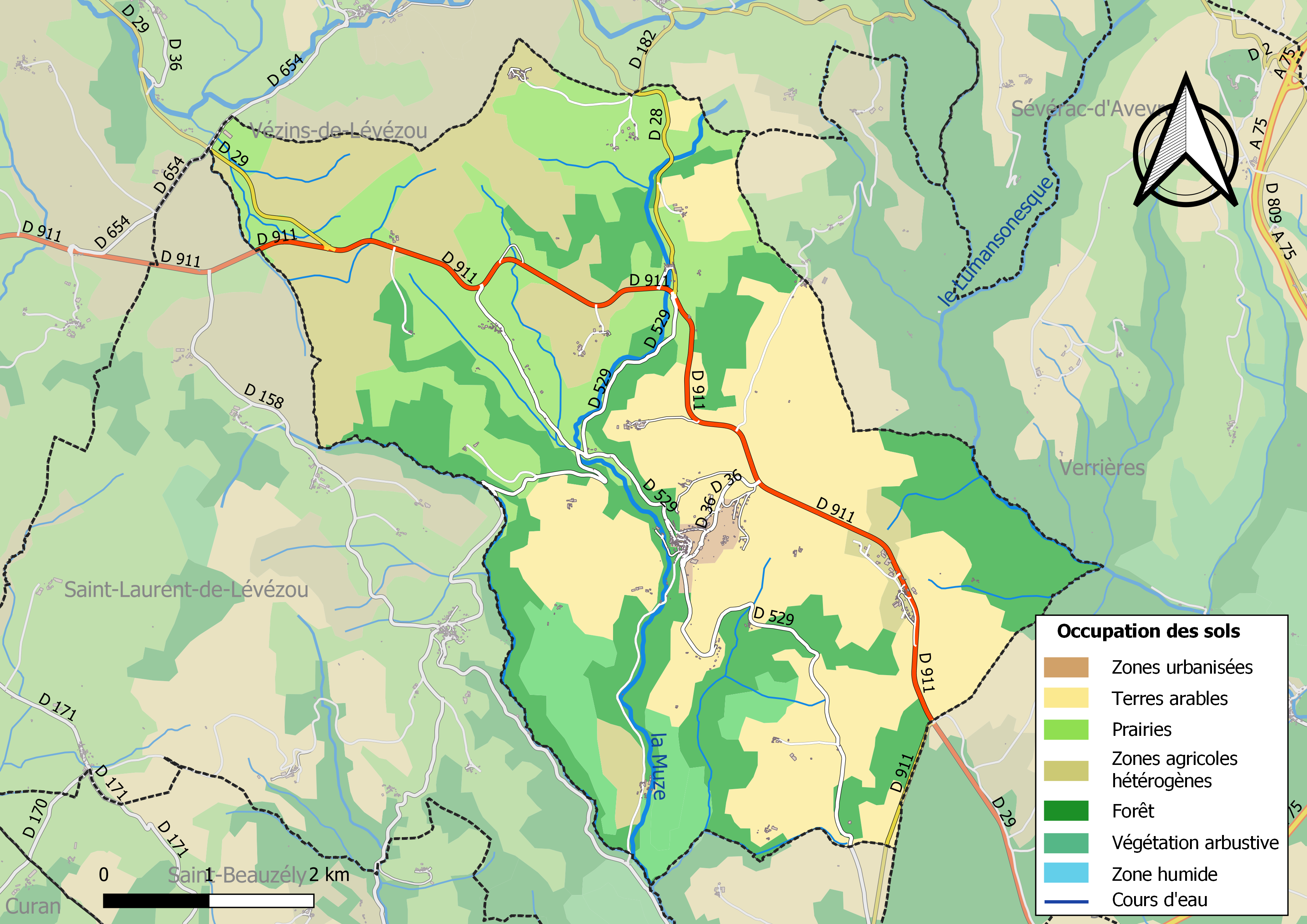
Infrastructures et occupation des sols de la commune de Saint-Léons.

L'occupation des sols de la commune, telle qu'elle ressort de la base de données européenne d’occupation biophysique des sols Corine Land Cover (CLC), est marquée par l'importance des territoires agricoles (70,7 % en 2018), en augmentation par rapport à 1990 (68,8 %). La répartition détaillée en 2018 est la suivante : 
terres arables (44,2 %), forêts (25,6 %), prairies (21,9 %), zones agricoles hétérogènes (4,6 %), milieux à végétation arbustive et/ou herbacée (2,8 %), zones urbanisées (0,9 %).

### Planification
La loi SRU du 13 décembre 2000 a incité fortement les communes à se regrouper au sein d’un établissement public, pour déterminer les partis d’aménagement de l’espace au sein d’un SCoT, un document essentiel d’orientation stratégique des politiques publiques à une grande échelle. La commune est dans le territoire du SCoT du Lévézou, prescrit en juin 2018. La structure porteuse est le Pôle d'équilibre territorial et rural du Lévézou, qui associe deux communautés de communes, notamment la communauté de communes de Lévézou Pareloup, dont la commune est membre
La commune disposait en 2017 d'une carte communale approuvée.

### Risques majeurs
Le territoire de la commune de Saint-Léons est vulnérable à différents aléas naturels : climatiques (hiver exceptionnel ou canicule), feux de forêts et séisme (sismicité faible).
Il est également exposé à un risque technologique, le transport de matières dangereuses, et à un risque particulier, le risque radon,.

#### Risques naturels
Le Plan départemental de protection des forêts contre les incendies découpe le département de l’Aveyron en sept « bassins de risque » et définit une sensibilité des communes à l’aléa feux de forêt (de faible à très forte). La commune est classée en sensibilité moyenne.
Les mouvements de terrains susceptibles de se produire sur la commune sont liés à la présence de cavités souterraines localisées sur la commune,.

#### Risques technologiques
Le risque de transport de matières dangereuses sur la commune est lié à sa traversée par une route à fort trafic et une canalisation de transport de gaz. Un accident se produisant sur de telles infrastructures est en effet susceptible d’avoir des effets graves au bâti ou aux personnes jusqu’à 350 m, selon la nature du matériau transporté. Des dispositions d’urbanisme peuvent être préconisées en conséquence.

#### Risque particulier
Dans plusieurs parties du territoire national, le radon, accumulé dans certains logements ou autres locaux, peut constituer une source significative d’exposition de la population aux rayonnements ionisants. Toutes les communes du département sont concernées par le risque radon à un niveau plus ou moins élevé. Selon le dossier départemental des risques majeurs du département établi en 2013, la commune de Saint-Léons est classée à risque moyen à élevé. Un décret du 4 juin 2018 a modifié la terminologie du zonage définie dans le code de la santé publique et a été complété par un arrêté du 27 juin 2018 portant délimitation des zones à potentiel radon du territoire français. La commune est désormais en zone 3, à savoir zone à potentiel radon significatif.

## Histoire

### Préhistoire
La présence humaine dans la commune est attestée par des artefacts néolithiques datés du Rodézien (de - 3300 à - 2400 ans avant notre ère), découverts lors des fouilles faites au XIXe siècle par Émile Cartailhac. On trouve également plusieurs dolmens sur la commune.

### Moyen Âge
Le village de Saint-Léons est attesté depuis le IXe siècle. Il portait alors le nom de Noviliacum. Au Xe siècle le lieu est donné au monastère de Vabres, puis au XIe siècle il passe dans la dépendance de l'abbaye Saint-Victor de Marseille. Le prieur du monastère bénédictin "Saint-Pierre-et-Saint-Léonce" est à la tête d'un territoire qui couvre les actuelles communes de Saint-Léons et Saint-Laurent-de-Lévézou. Jusqu'à la Révolution Française, le seigneur féodal est donc le prieur du monastère. Douze moines composaient la communauté bénédictine. Parmi eux, le camérier, le sacristain et le pitancier avaient des tâches particulières et jouissaient de revenus supplémentaires. Au cours du Moyen Âge, le nom de "Saint-Pierre-de-Noviliacum" disparaît au profit de celui de Saint-Léonce / Saint-Léons.

### Époque moderne
La période de prospérité du Rouergue (mi XVe siècle - mi XVIe siècle) est attestée par la présence de beaux bâtiments tels que le château des prieurs, dit "de Saint-Martin" (mi XVe siècle), et les maisons à tourelle d'escalier hors d'œuvre et fenêtres à meneaux.
À cette époque, le prieur devient commendataire : il ne réside plus à Saint-Léons, et les moines choisissent l'un d'entre eux comme prieur claustral. Les guerres de religion touchent particulièrement Saint-Léons, où le prieur laïque passe au protestantisme et transforme le monastère en place forte. En 1580, les catholiques assiègent Saint-Léons, canonnent et incendient le village, son château et son monastère. Les vestiges actuels du monastère correspondent à peu près à l'état d'après 1580.

### Époque contemporaine
En 1739, le conseil du Roi décide de séculariser Saint-Victor-de-Marseille et ses prieurés. La communauté religieuse de Saint-Léons devient un chapitre de chanoines, et le prieur est dorénavant nommé directement par le roi. Les chanoines désertent peu à peu le village. En 1789, un seul d'entre eux réside à Saint-Léons, et la vente des biens ecclésiastiques comme biens nationaux ne semble pas avoir soulevé de contestations majeures ; d'autant que les notables locaux en sont les principaux bénéficiaires.
L'ancienne seigneurie devient chef-lieu de mairie et commune. C'est en 1869 que les habitants de Saint-Laurent-de-Lévézou obtiennent la création d'une commune propre.
Saint-Léons a connu son apogée démographique au XIXe siècle et a ensuite été touché par l'exode rural. Les grandes foires au bétail ont décliné et disparu, les commerces ont fermé et les résidences secondaires se sont multipliées. Un nouvel élan pour le village est lié à la construction et l'ouverture de Micropolis, et à la proximité de la sortie de l'A 75.

## Politique et administration

### Découpage territorial
La commune de Saint-Léons est membre de la communauté de communes de Lévézou Pareloup, un établissement public de coopération intercommunale (EPCI) à fiscalité propre créé le 15 décembre 2000 dont le siège est à Salles-Curan. Ce dernier est par ailleurs membre d'autres groupements intercommunaux.
Sur le plan administratif, elle est rattachée à l'arrondissement de Millau, au département de l'Aveyron et à la région Occitanie. Sur le plan électoral, elle dépend du  canton de Raspes et Lévezou pour l'élection des conseillers départementaux, depuis le redécoupage cantonal de 2014 entré en vigueur en 2015, et de la troisième circonscription de l'Aveyron  pour les élections législatives, depuis le dernier découpage électoral de 2010.

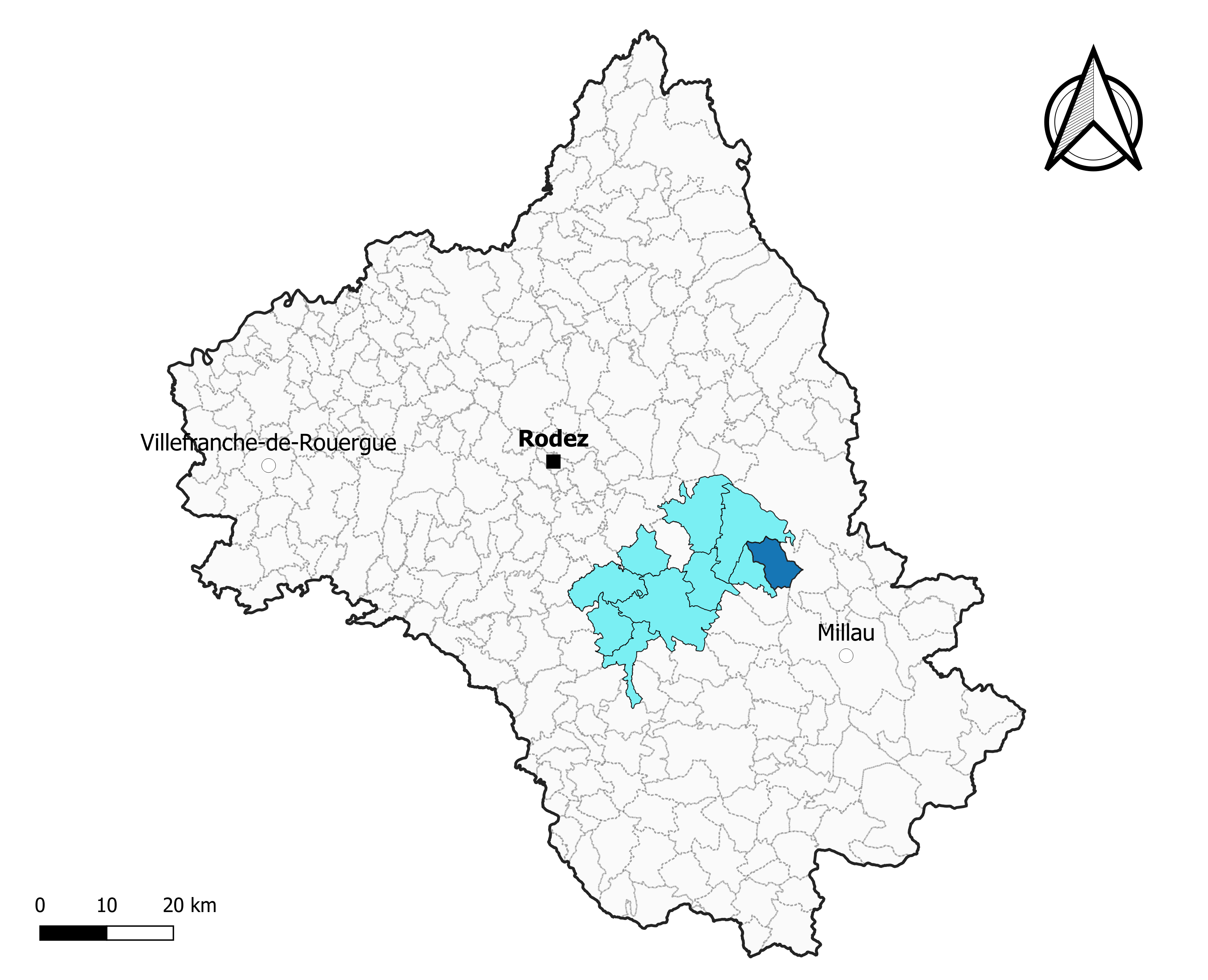
Saint-Léons dans l'intercommunalité en 2020.
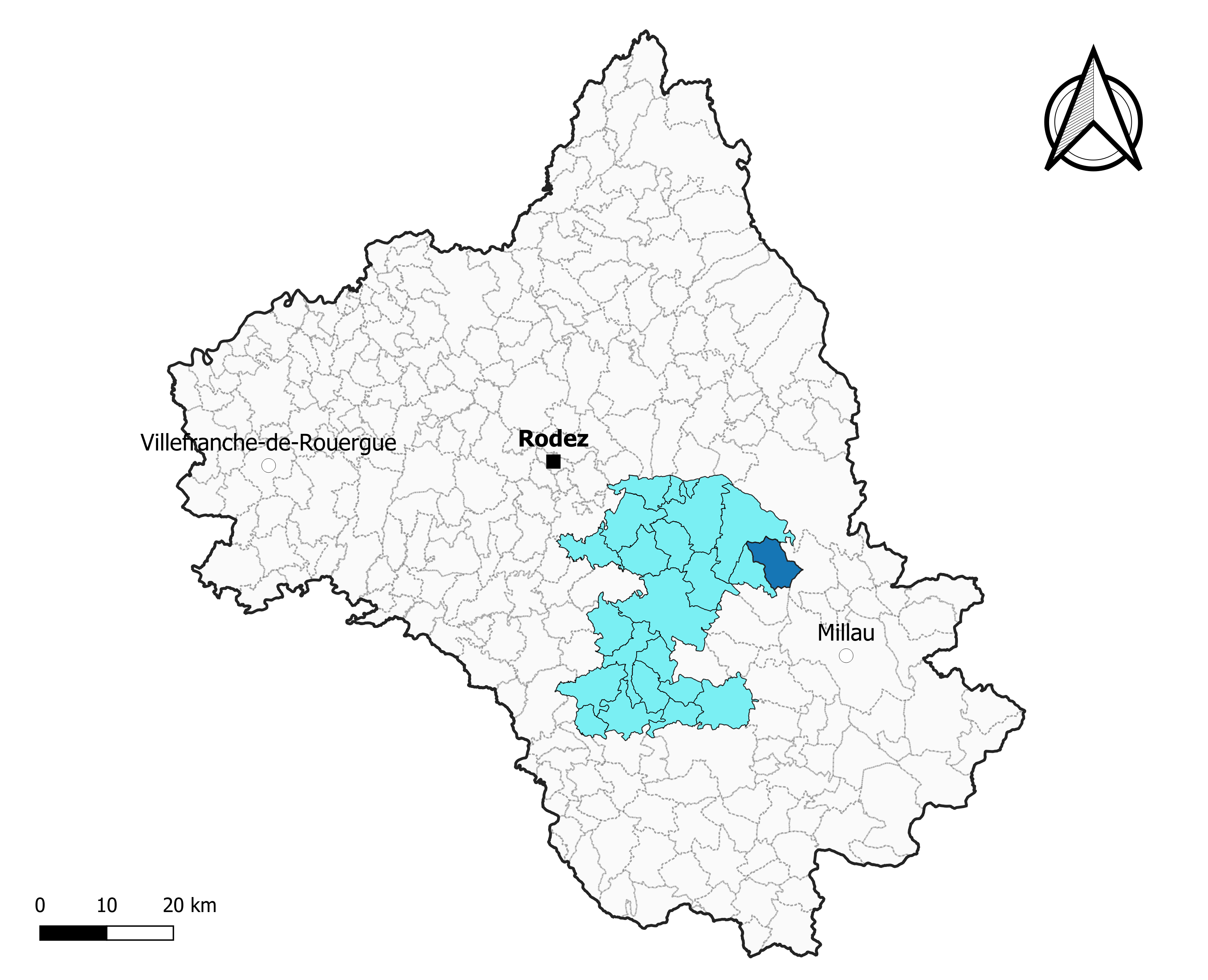
Saint-Léons dans le canton de Raspes et Lévezou en 2020.
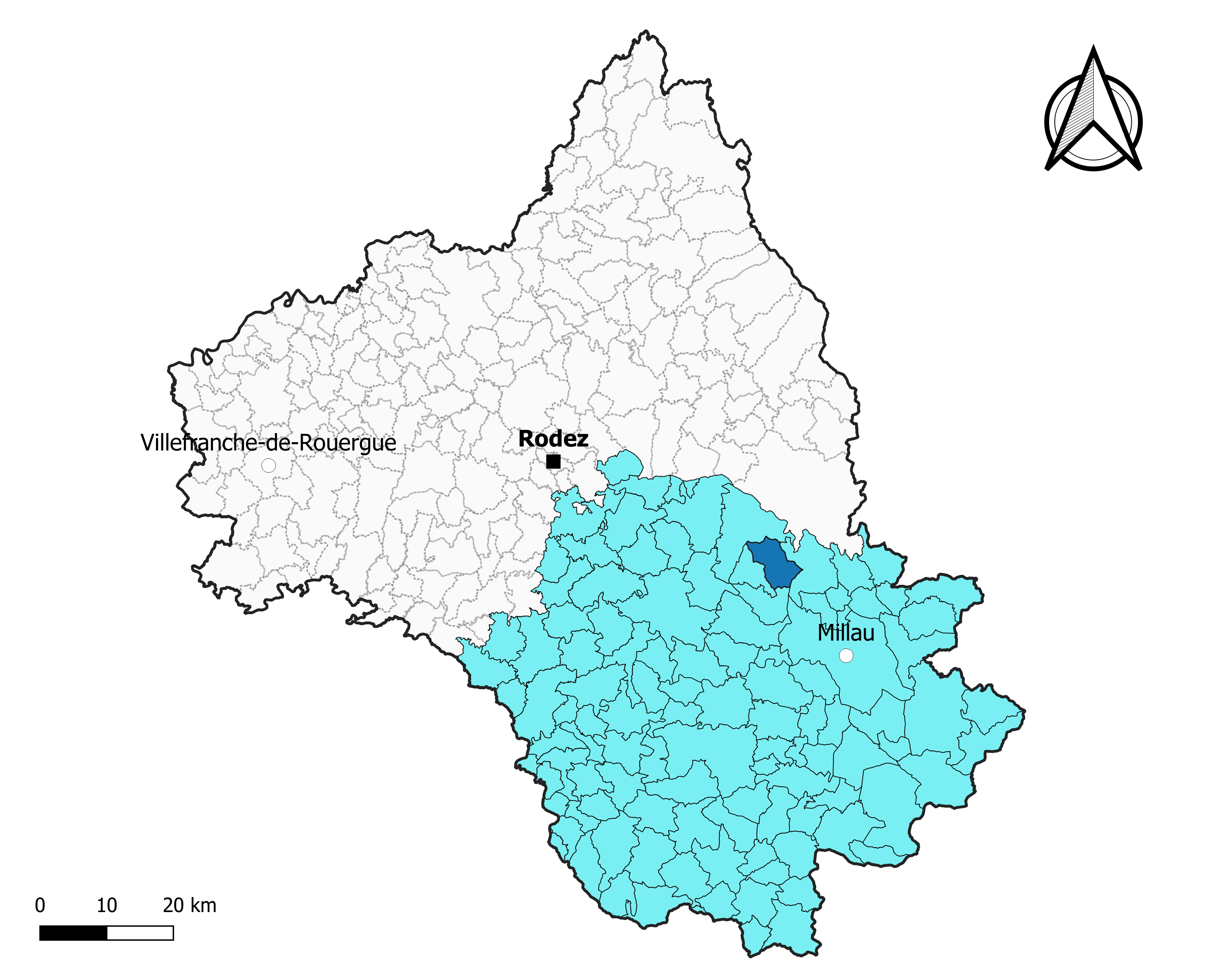
Saint-Léons dans l'arrondissement de Millau en 2020.

### Élections municipales et communautaires

#### Élections de 2020
Le conseil municipal de Saint-Léons, commune de moins de 1 000 habitants, est élu au scrutin majoritaire plurinominal à deux tours avec candidatures isolées ou groupées et possibilité de panachage. Compte tenu de la population communale, le nombre de sièges à pourvoir lors des élections municipales de 2020 est de 11. Sur les douze candidats en lice, onze sont élus dès le premier tour, le 15 mars 2020, correspondant à la totalité des sièges à pourvoir, avec un taux de participation de 48,05 %.
Jean-Michel Arnal est élu nouveau maire de la commune le 27 mai 2020.
Dans les communes de moins de 1 000 habitants, les conseillers communautaires sont désignés parmi les conseillers municipaux élus en suivant l’ordre du tableau (maire, adjoints puis conseillers municipaux) et dans la limite du nombre de sièges attribués à la commune au sein du conseil communautaire. Deux sièges sont attribués à la commune au sein de la communauté de communes de Lévézou Pareloup.

#### Liste des maires
| Période                                  | Période    | Identité           | Étiquette | Qualité                    |
| ---------------------------------------- | ---------- | ------------------ | --------- | -------------------------- |
| Les données manquantes sont à compléter. |            |                    |           |                            |
|                                          |            |                    |           |                            |
| mars 2001                                | mars 2008  | Jean-Claude Rodier |           |                            |
| mars 2008                                | avril 2011 | Olivier Monteillet |           |                            |
| mai 2011                                 | mai 2020   | Hubert Seiter      |           | Retraité de l'enseignement |
| mai 2020                                 | En cours   | Jean-Michel Arnal, |           | Ancien cadre               |

## Démographie
L'évolution du nombre d'habitants est connue à travers les recensements de la population effectués dans la commune depuis 1793. Pour les communes de moins de 10 000 habitants, une enquête de recensement portant sur toute la population est réalisée tous les cinq ans, les populations de référence des années intermédiaires étant quant à elles estimées par interpolation ou extrapolation. Pour la commune, le premier recensement exhaustif entrant dans le cadre du nouveau dispositif a été réalisé en 2005.

En 2022, la commune comptait 427 habitants, en évolution de +7,29 % par rapport à 2016 (Aveyron : +0,37 %, France hors Mayotte : +2,11 %).
| 1793  | 1800  | 1806  | 1821  | 1831  | 1836  | 1841  | 1846  | 1851  |
| ----- | ----- | ----- | ----- | ----- | ----- | ----- | ----- | ----- |
| 1 411 | 1 390 | 1 952 | 2 042 | 1 269 | 1 244 | 1 287 | 1 378 | 1 364 |

| 1856  | 1861  | 1866  | 1872 | 1876 | 1881 | 1886 | 1891 | 1896 |
| ----- | ----- | ----- | ---- | ---- | ---- | ---- | ---- | ---- |
| 1 255 | 1 942 | 1 181 | 721  | 733  | 708  | 692  | 637  | 567  |

| 1901 | 1906 | 1911 | 1921 | 1926 | 1931 | 1936 | 1946 | 1954 |
| ---- | ---- | ---- | ---- | ---- | ---- | ---- | ---- | ---- |
| 534  | 503  | 501  | 413  | 400  | 387  | 401  | 387  | 364  |

| 1962 | 1968 | 1975 | 1982 | 1990 | 1999 | 2005 | 2006 | 2010 |
| ---- | ---- | ---- | ---- | ---- | ---- | ---- | ---- | ---- |
| 298  | 291  | 306  | 308  | 288  | 301  | 335  | 337  | 363  |

| 2015 | 2020 | 2022 | - | - | - | - | - | - |
| ---- | ---- | ---- | - | - | - | - | - | - |
| 398  | 425  | 427  | - | - | - | - | - | - |

## Économie

### Revenus
En 2018  (données Insee publiées en septembre 2021), la commune compte 166 ménages fiscaux, regroupant 384 personnes. La médiane du revenu disponible par unité de consommation est de 21 030 € (20 640 € dans le département).

### Emploi
| Division       | 2008  | 2013  | 2018  |
| -------------- | ----- | ----- | ----- |
| Commune        | 4,1 % | 2,6 % | 2,2 % |
| Département    | 5,4 % | 7,1 % | 7,1 % |
| France entière | 8,3 % | 10 %  | 10 %  |

En 2018, la population âgée de 15 à 64 ans s'élève à 255 personnes, parmi lesquelles on compte 71,2 % d'actifs (68,9 % ayant un emploi et 2,2 % de chômeurs) et 28,8 % d'inactifs,. Depuis 2008, le taux de chômage communal (au sens du recensement) des 15-64 ans est inférieur à celui de la France et du département.
La commune fait partie de la couronne de l'aire d'attraction de Millau, du fait qu'au moins 15 % des actifs travaillent dans le pôle,. Elle compte 173 emplois en 2018, contre 186 en 2013 et 160 en 2008. Le nombre d'actifs ayant un emploi résidant dans la commune est de 180, soit un indicateur de concentration d'emploi de 96,3 % et un taux d'activité parmi les 15 ans ou plus de 55,1 %.
Sur ces 180 actifs de 15 ans ou plus ayant un emploi, 72 travaillent dans la commune, soit 40 % des habitants. Pour se rendre au travail, 77,1 % des habitants utilisent un véhicule personnel ou de fonction à quatre roues, 12,2 % s'y rendent en deux-roues, à vélo ou à pied et 10,6 % n'ont pas besoin de transport (travail au domicile).

### Activités hors agriculture

#### Secteurs d'activités
38 établissements sont implantés  à Saint-Léons au 31 décembre 2019. Le tableau ci-dessous en détaille le nombre par secteur d'activité et compare les ratios avec ceux du département,.
| Secteur d'activité                                                                                        | Commune | Commune | Département |
| Secteur d'activité                                                                                        | Nombre  | %       | %           |
| --- | ------- | ------- | ----------- |
| Ensemble                                                                                                  | 38      |         |             |
| Industrie manufacturière, industries extractives et autres                                                | 7       | 18,4 %  | (17,7 %)    |
| Construction                                                                                              | 7       | 18,4 %  | (13 %)      |
| Commerce de gros et de détail, transports, hébergement et restauration                                    | 14      | 36,8 %  | (27,5 %)    |
| Activités immobilières                                                                                    | 2       | 5,3 %   | (4,2 %)     |
| Activités spécialisées, scientifiques et techniques et activités de services administratifs et de soutien | 2       | 5,3 %   | (12,4 %)    |
| Administration publique, enseignement, santé humaine et action sociale                                    | 3       | 7,9 %   | (12,7 %)    |
| Autres activités de services                                                                              | 3       | 7,9 %   | (7,8 %)     |

Le secteur du commerce de gros et de détail, des transports, de l'hébergement et de la restauration est prépondérant sur la commune puisqu'il représente 36,8 % du nombre total d'établissements de la commune (14 sur les 38 entreprises implantées  à Saint-Léons), contre 27,5 % au niveau départemental.

#### Entreprises
L'ouverture de Micropolis, la cité des insectes a eu pour ambition de développer le tourisme comme nouvelle activité économique, en complément de l'agriculture. La proximité d'une sortie de l'autoroute française A75 ouverte récemment contribue à modifier la place de cette commune dans l'espace sud-aveyronnais.

### Agriculture
La commune est dans les Grands Causses, une petite région agricole occupant le sud-est du département de l'Aveyron. En 2020, l'orientation technico-économique de l'agriculture  sur la commune est l'élevage d'ovins ou de caprins.
|               | 1988  | 2000  | 2010  | 2020  |
| ------------- | ----- | ----- | ----- | ----- |
| Exploitations | 30    | 26    | 21    | 22    |
| SAU (ha)      | 1 821 | 1 931 | 1 915 | 1 964 |

Le nombre d'exploitations agricoles en activité et ayant leur siège dans la commune est passé de 30 lors du recensement agricole de 1988  à 26 en 2000 puis à 21 en 2010 et enfin à 22 en 2020, soit une baisse de 27 % en 32 ans. Le même mouvement est observé à l'échelle du département qui a perdu pendant cette période 51 % de ses exploitations,. La surface agricole utilisée sur la commune a quant à elle augmenté, passant de 1 821 ha en 1988 à 1 964 ha en 2020. Parallèlement la surface agricole utilisée moyenne par exploitation a augmenté, passant de 61 à 89 ha.

## Culture locale et patrimoine

### Lieux et monuments
- Vestiges du monastère attesté depuis le Xe siècle, réaménagé au cours des siècles, partiellement détruit pendant les guerres de religion (siège de 1580) ; il reste une aile du bâtiment des moines (bel appareillage, traces d'ouvertures, blasons des prieurs, surhaussement du XIVe siècle, échauguette liée à la fortification du XVIe s), la maison du moine sacristain (face à l'église paroissiale), des vestiges du cloître avec un enfeu dit "tombeau de Saint Léonce" (murs romans, réaménagement gothique), bâtiment appelé "le Fort Bas". De l'église prieurale, il ne reste que des bases et quelques éléments du mur sud de l'abside.
- Château du XVe siècle (daté de 1445 - 1455), édifié pour les seigneurs-prieurs de Saint-Léons.
- Église Saint-Léons remaniée et partiellement reconstruite à la fin du XIXe siècle, sur les bases d'une église médiévale.
- Nombreuses croix.
- Dolmens autour du village, sur le territoire de la commune (La Glène, Baldare  Inscrit MH (1994)[60], Combuéjouls).
- Cadran solaire.
- Halle aux grains et mesures à grains (sestayral en occitan, ou pierre foirale autrefois).
- Maison natale et musée Jean-Henri Fabre.
- Sarcophages.
- Sentier botanique.
- Micropolis, la cité des insectes.

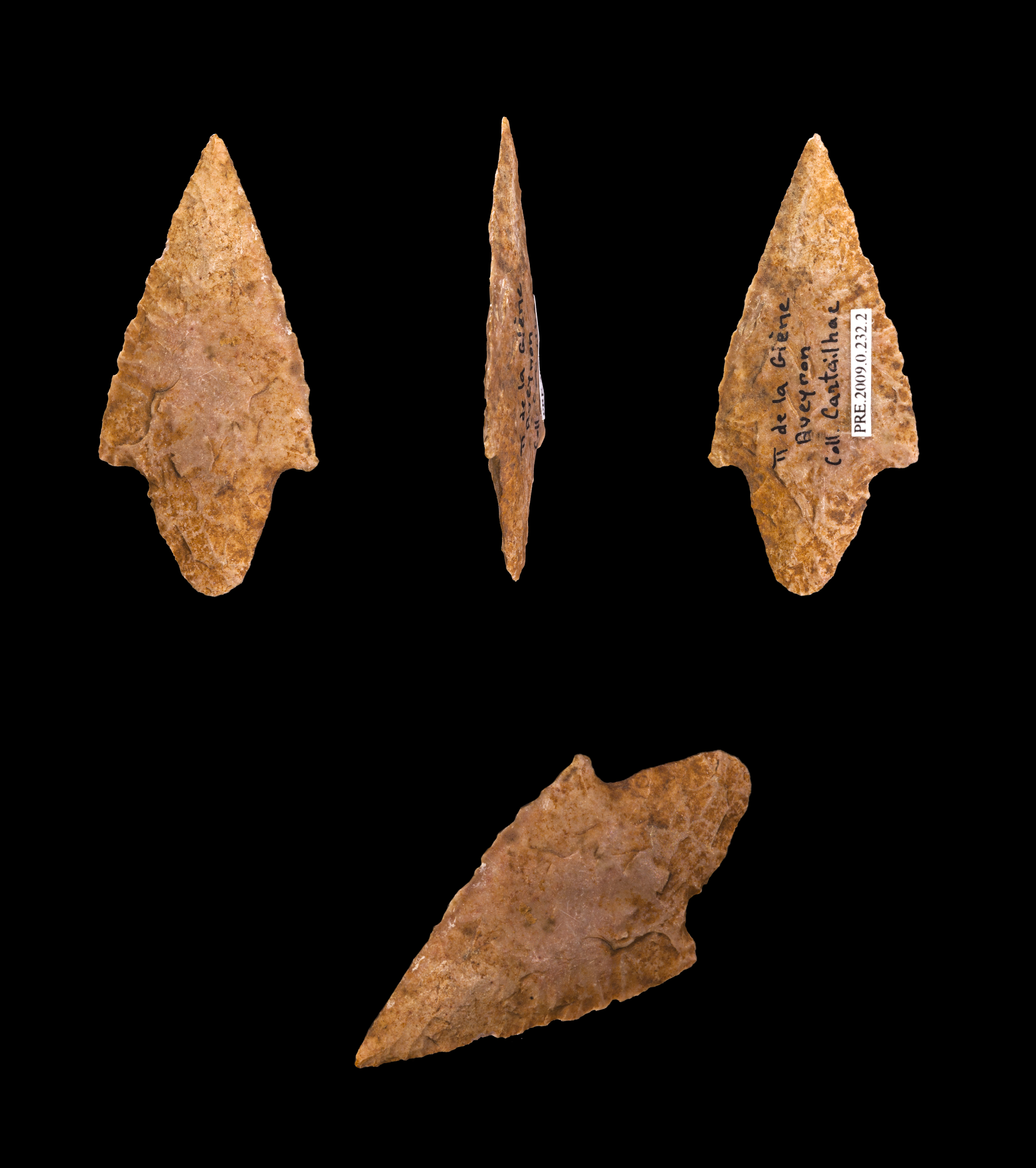
Pointes de flèche du Néolithique du dolmen de la Glène.
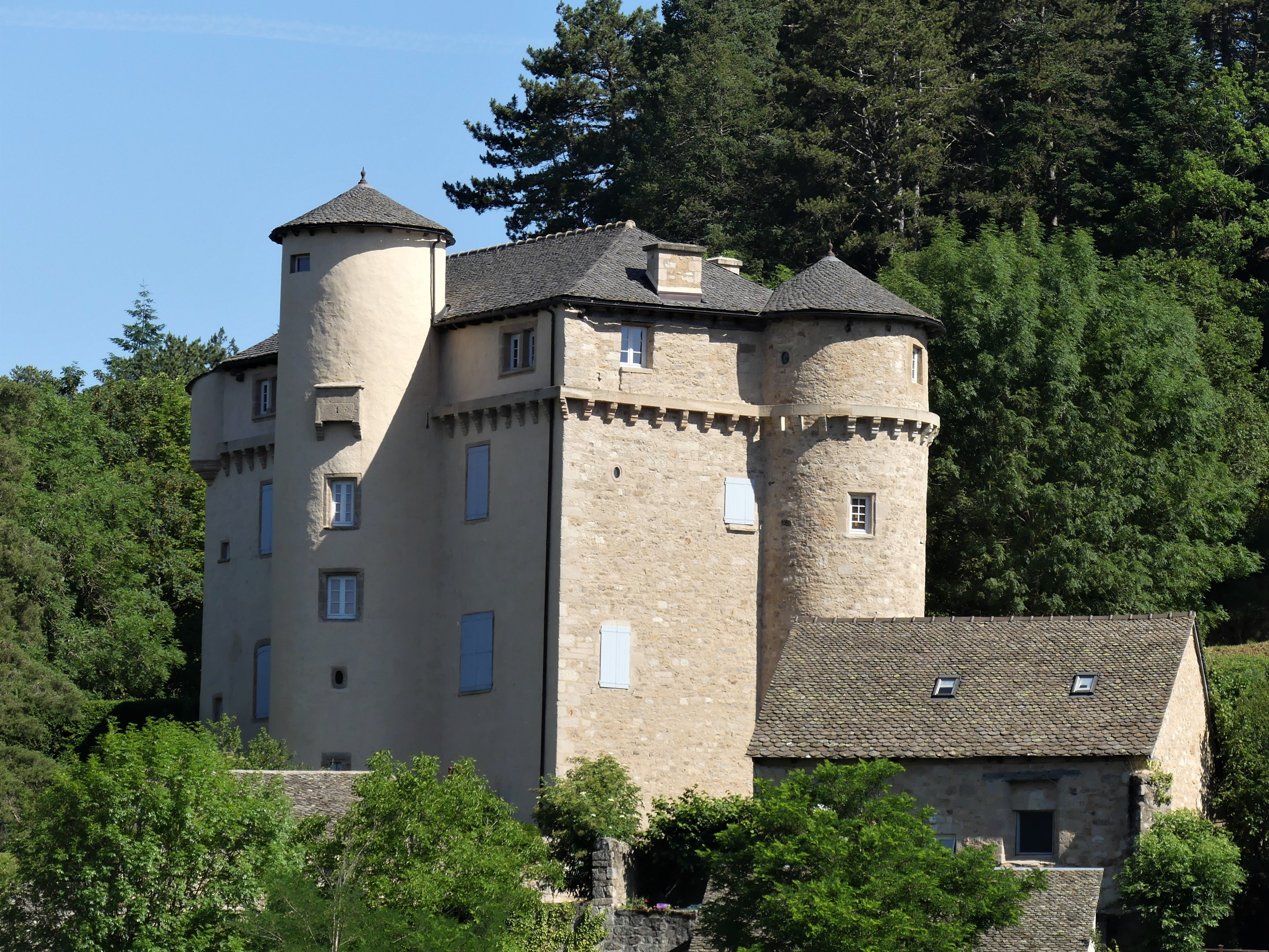
Le château.
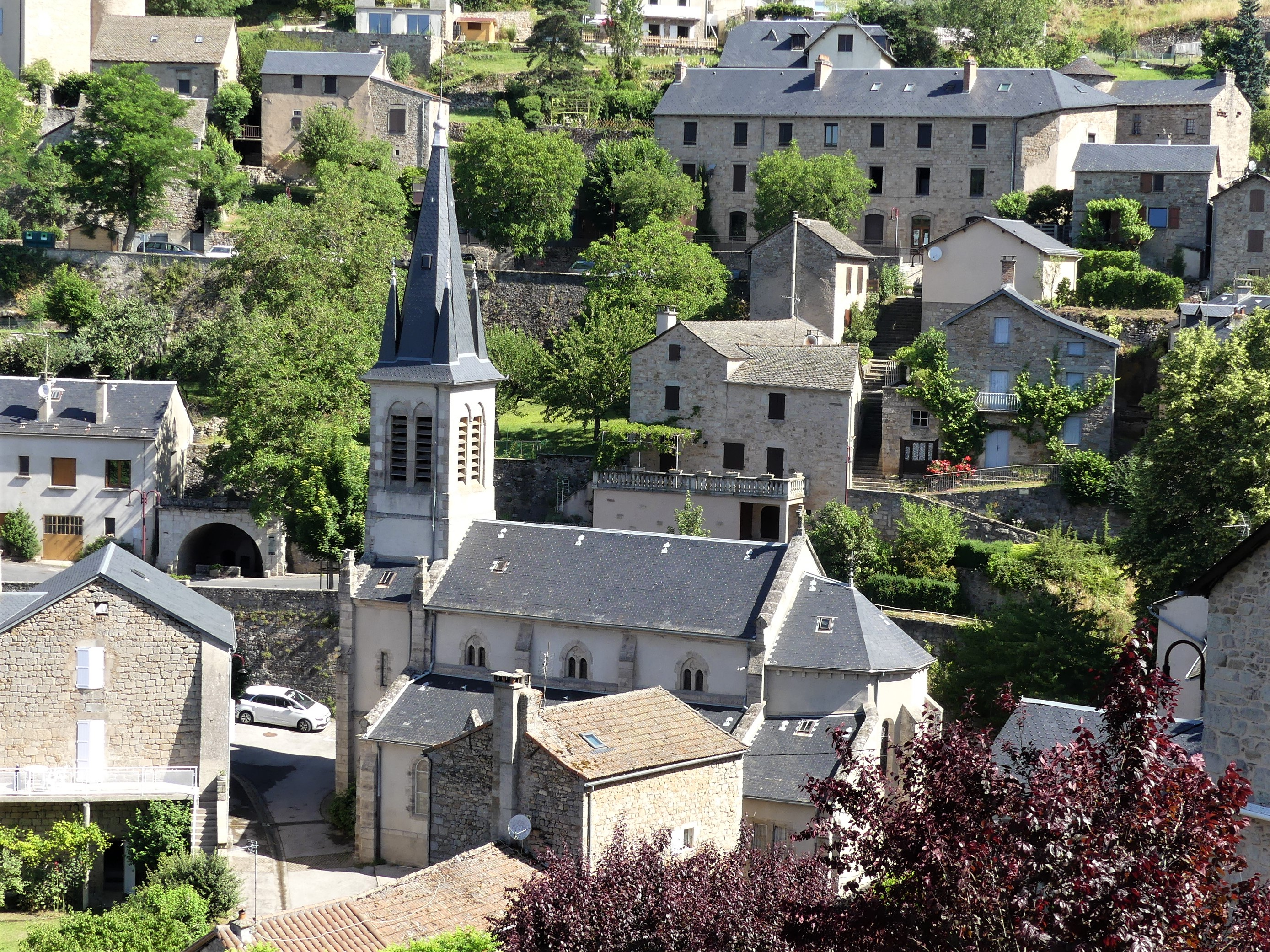
L'église Saint-Léons.
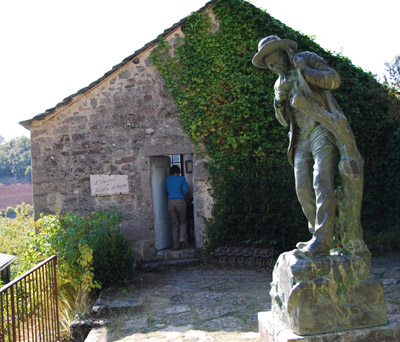
La maison natale de Jean-Henri Fabre.
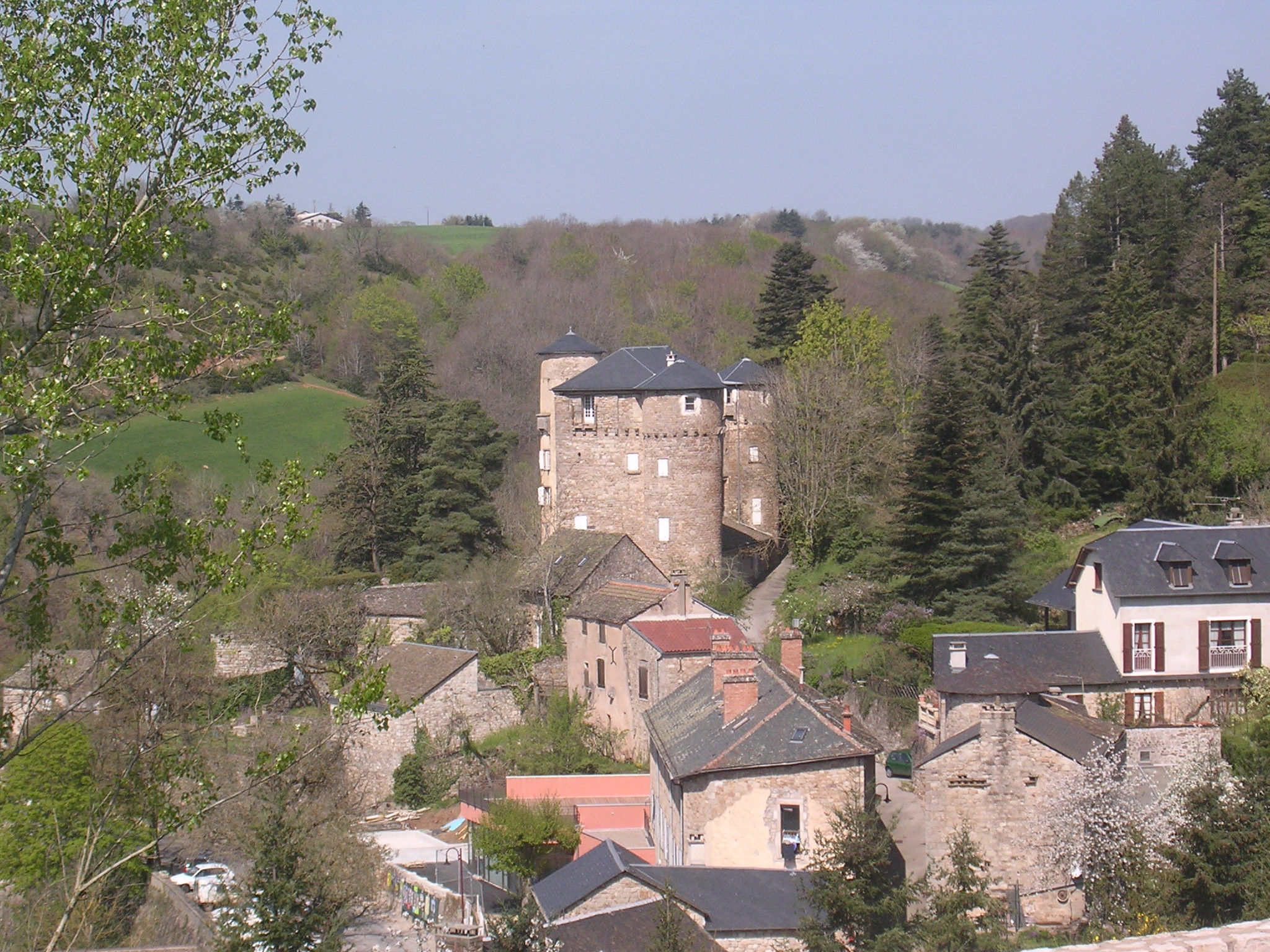
Le château au printemps 2007.

### Personnalités liées à la commune
La célébrité de Saint-Léons est liée à la maison natale de Jean-Henri Fabre, né le 21 décembre 1823 à Saint-Léons, et mort le 11 octobre 1915 à Sérignan-du-Comtat (Vaucluse). Homme de sciences, humaniste, naturaliste, entomologiste, écrivain et poète français, lauréat de l'Académie française et d'un important nombre de prix.

### Héraldique
| Blason de Saint-Léons | Blason  | Divisé en chevron : au 1er de gueules à l'abeille en vol entre deux clefs, les pannetons adossés, le tout d'or, au 2e d'or au cerf élancé de gueules. |
| Blason de Saint-Léons | Détails | Inspiré des armes du monastère local, dont les prieurs étaient seigneurs du village durant huit cents ans, où les clefs évoquent saint Pierre, saint patron de la première église du village, et le cerf est celui de saint Léonce, premier prieur du monastère. L'abeille est pour Jean-Henri Fabre, célèbre entomologiste natif de la commune. Création de Jacques Poulet adoptée par la commune. |